# Grottes dels Hams
Les grottes dels Hams (en catalan : Coves dels Hams, prononcé : [ˈkɔβəz ðəlz ˈams], litt. « grottes des hameçons ») sont situées sur la côte est de l'île de Majorque, dans les îles Baléares. 

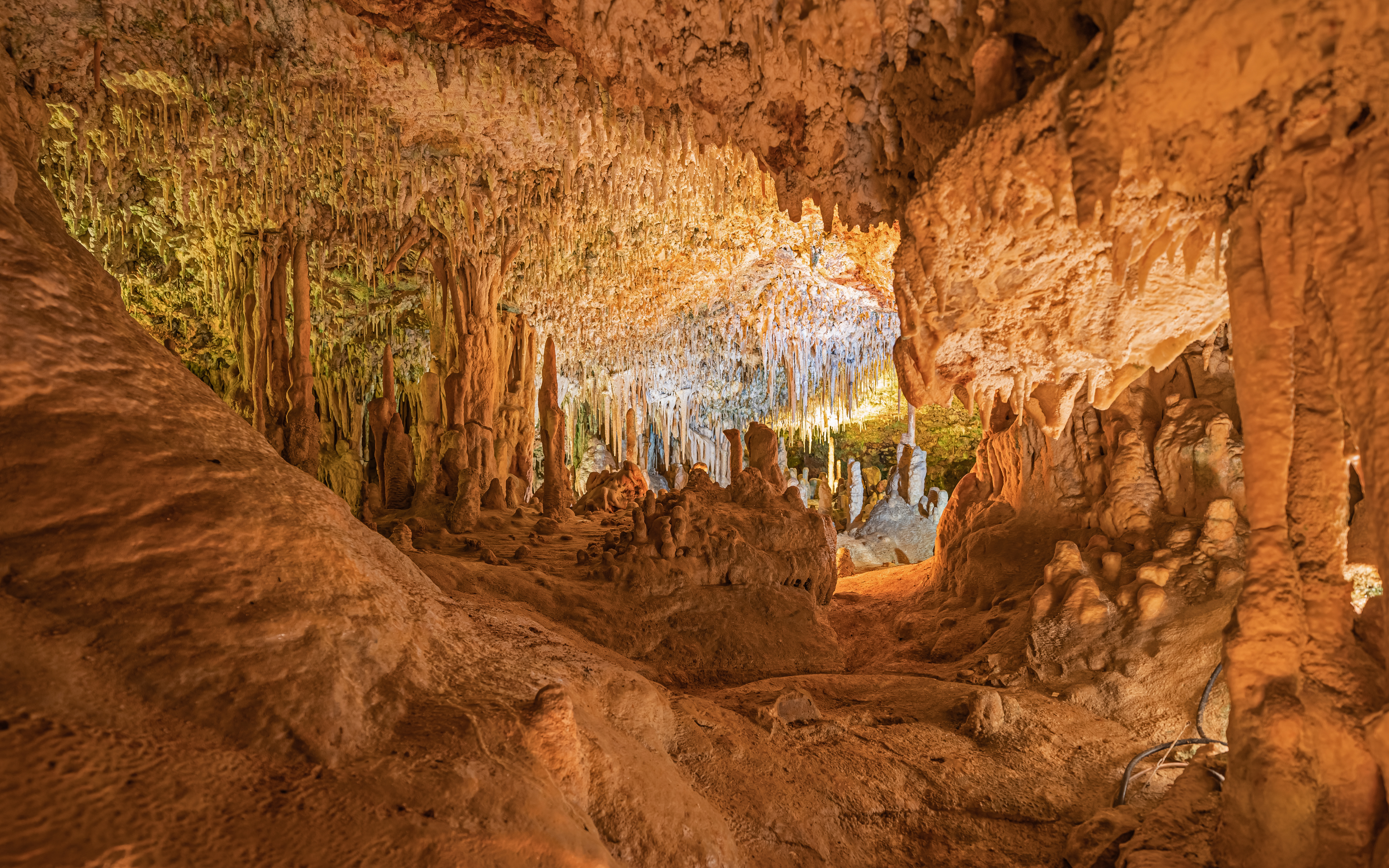
Une salle dans une grotte dels Hams.

Les grottes se trouvent dans la municipalité de Manacor, à un kilomètre à l'ouest de Porto Cristo. Avec l'autre système de grottes de Porto Cristo, les grottes du Drach (du Dragon), les grottes dels Hams constituent une attraction touristique populaire dans la région orientale de l'île.
Elles sont connues pour leurs stalactites et stalagmites particulières en forme de crochets. Ces formations seraient datées de dix millions d'années. Elles furent découvertes par Don Pedro Caldentey Santandreu (1886-1950), en 1905, lors de travaux d'excavation à la recherche d'onyx. Elles furent les premières grottes ouvertes au public en Espagne en 1910, comptant déjà sur une installation électrique très avancée pour l'époque alors que le village de Porto Cristo ne disposait pas encore de l'éclairage électrique.